# Inistioge
Inistioge è una piccola cittadina (circa 300 abitanti) della Repubblica d'Irlanda e sorge nella parte centrale della contea di Kilkenny.
Il centro abitato si sviluppa lungo la R700, chiamata South Leinster Way, sulle rive del fiume Nore, circa 20 km a sud di Kilkenny.
La cittadina è famosa per essere stata il set di alcuni film, tra cui Tre vedove e un delitto (1994, regia di John Irvin) e Amiche (1995, regia di Pat O'Connor).